# Svatý Václav
Sankt Václav (født 907 i Prag, død 28. september 935) var hertug af Bøhmen fra 921 og til sin død. Han var søn af Vratislav I, hertug af Bøhmen. Hans far blev opdraget i et kristent miljø. Hans mor, Drahomíra, var imidlertid hedensk opdraget og holdt fast ved hedenske skikke, som mange tjekkiske adelsmænd på den tid, da de frygtede, at de kristne biskopper skulle undergrave deres autoritet.
Han blev myrdet i en arvefølgestrid, og blev derpå martyr for den katolske kirke og er i dag Tjekkiets skytshelgen.